# Dlimas (Ceper)
Dlimas is een bestuurslaag in het regentschap Klaten van de provincie Midden-Java, Indonesië. Dlimas telt 3384 inwoners (volkstelling 2010).